# Alex Zaliauskas
Alex Zaliauskas, född 20 april 1971, är en friidrottare från Kanada. Han deltog vid olympiska sommarspelen 1992.